# István Major

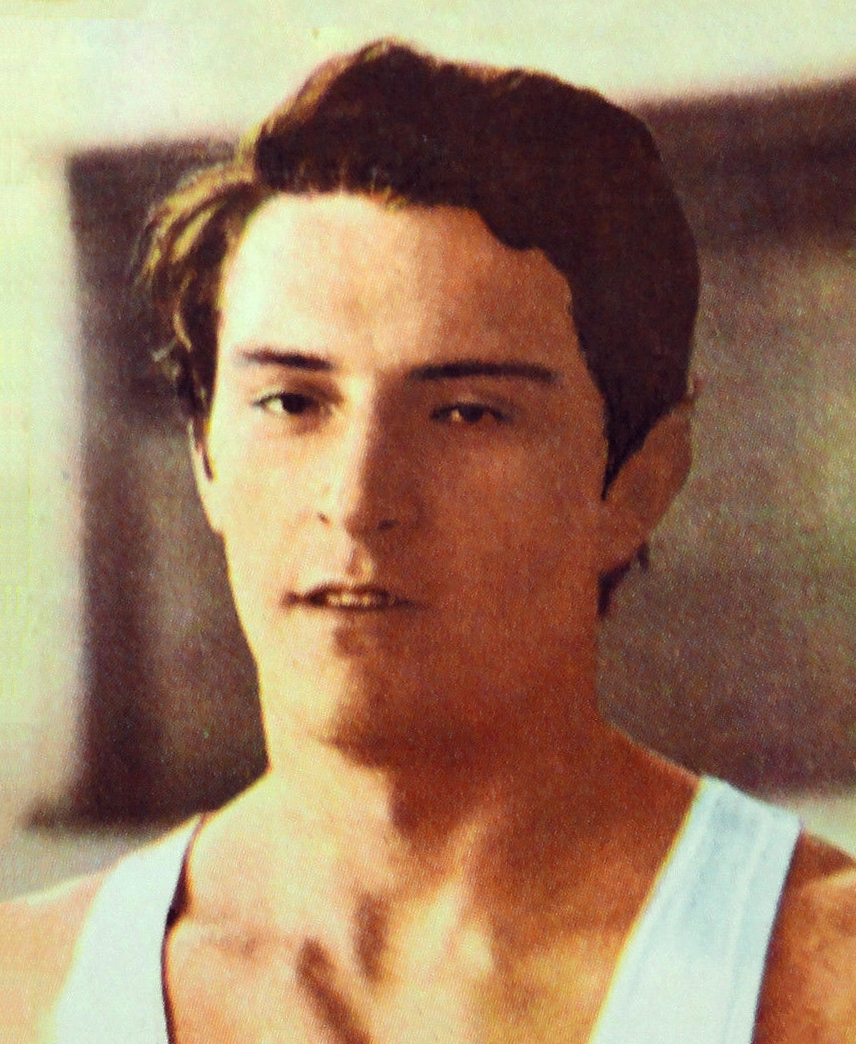
István Major

István Major (* 20. Mai 1949 in Budapest; † 5. Mai 2014 in Toronto) war ein ungarischer Leichtathlet. Er war dreifacher Halleneuropameister im Hochsprung.

## Karriere
Major wurde bei den Europameisterschaften 1969 in Athen Fünfter. 1971 siegte er bei den Halleneuropameisterschaften in Sofia und wurde Vierter bei den Europameisterschaften in Helsinki. 1972 verteidigte er seinen Titel bei den Halleneuropameisterschaften in Grenoble und wurde Sechster bei den Olympischen Spielen in München. Dem dritten Titel in Folge bei den Halleneuropameisterschaften 1973 in Rotterdam folgte im Sommer Silber bei der Universiade.
1974 holte Major Silber bei den Halleneuropameisterschaften in Göteborg und wurde erneut Vierter bei den Europameisterschaften in Rom, und 1975 wurde er Achter bei den Halleneuropameisterschaften in Kattowitz und erneut Zweiter bei der Universiade. Bei den Olympischen Spielen 1976 in Montreal schied er in der Qualifikation aus.
Viermal wurde Major ungarischer Meister im Freien (1973, 1976–1978) und zweimal in der Halle (1977, 1978).

## Persönliche Bestleistungen
Majors Bestleistung betrug sowohl im Freien als auch in der Halle 2,24 m. Im Freien schaffte er diese Höhe am 28. September 1973 in Budapest, während er sie in der Halle bereits am 11. März 1972 in Grenoble gemeistert hatte.